# Ievgueni Varlamov (football)
Pour l’article homonyme, voir Varlamov.
Ne pas confondre avec le joueur de hockey sur glace du même nom.
Ievgueni Vladimirovitch Varlamov (en russe : Евгений Владимирович Варламов) est un footballeur international russe né le 25 juillet 1975 à Kazan.
Actif professionnellement de 1992 à 2007, il a principalement évolué au poste de défenseur pour les clubs du Kamaz Naberejnye Tchelny et du CSKA Moscou. Il connaît également dix sélections sous les couleurs de la sélection russe entre 1998 et 1999.

## Biographie

### Carrière en club
Né et formé dans la ville de Kazan, Ievgueni Varlamov intègre en 1992 l'effectif premier du club local de l'Idel, avec qui il fait la même année ses débuts en troisième division russe à l'âge de 16 ans. Il est très rapidement repéré par le club du Kamaz Naberejnye Tchelny qui le recrute dès l'été 1992 et avec qui il termine l'année au deuxième échelon, disputant trois rencontres tandis que le club remporte la zone Centre.
Il découvre l'année suivante la première division, jouant son premier match dans l'élite contre le Spartak Moscou le 13 juin 1993. Alors qu'il s'impose de manière plus régulière dans l'équipe titulaire à partir de 1994, Varlamov marque notamment son premier but en première division le 2 mai 1994 contre le Dynamo Moscou et aide le Kamaz à atteindre la sixième place du championnat, son meilleur résultat historique. Il participe également à la Coupe Intertoto 1996 où son équipe atteint le stade des demi-finales avant d'être éliminé par l'EA Guingamp. Il se démarque également lors de la saison 1997 en marquant un triplé contre le Chinnik Iaroslavl le 5 avril, devenant le deuxième défenseur de l'histoire du championnat à réaliser cette performance après Sergueï Nekrasov. Cependant, malgré cette performance, le reste de l'année est moins bien positif pour le club en grandes difficultés financières qui termine finalement bon dernier et descend en deuxième division en fin de saison.
Quittant le Kamaz après sa relégation, Varlamov rebondit rapidement en signant pour le CSKA Moscou où il devient d'emblée titulaire au sein de la défense, aidant notamment le club à atteindre la deuxième place du championnat en 1998. Il participe également à la finale de la Coupe de Russie en 2000, portant le brassard de capitaine tandis que le CSKA est vaincu par le Lokomotiv Moscou lors de la prolongation. Il dispute également la Ligue des champions en 1999 ainsi que la Coupe UEFA l'année suivante. Affecté par plusieurs blessures graves dans les années qui suivent, Varlamov ne joue en tout que six matchs toutes compétitions confondues entre 2001 et 2002.
Revenant progressivement sur les terrains à partir de la fin d'année 2002, il est par la suite prêté au Tchernomorets Novorossiisk pour la saison 2003, il y dispute notamment la finale de la Coupe de la Ligue perdue contre le Zénith Saint-Pétersbourg, mais ne peut éviter au club de couler en championnat et de terminer dernier. Plus retenu par le CSKA par la suite, Varlamov signe alors au Kouban Krasnodar, où il ne joue que deux matchs sur toute l'année 2004. Il décide alors de quitter la Russie pour rejoindre l'équipe ukrainienne du Metalist Kharkiv où il dispute une vingtaine de rencontres en championnat en 2005. Rentrant par la suite en Russie, il fait alors son retour au Kamaz Naberejnye Tchelny en deuxième division pour la première moitié de 2006 avant de signer au Terek Grozny dès l'été. Alors qu'il contribue à la promotion du club en première division à l'issue de la saison 2007, Varlamov met dans la foulée un terme définitif à sa carrière à l'âge de 32 ans. Il devient par la suite entraîneur au sein des équipes de jeunes puis du centre de formation du CSKA Moscou.

### Carrière internationale
Ievgueni Varlamov est appelé pour la première fois avec l'équipe nationale russe par Boris Ignatiev au mois de mai 1998, mois qui le voit connaître dans la foulée ses deux premières sélections en jouant deux matchs amicaux contre la Pologne puis la Géorgie. Il dispute son premier match de compétition contre l'Ukraine le 5 septembre 1998, rencontre durant laquelle il marque son seul et unique but en sélection, ce qui n'empêche cependant pas la défaite des Russes sur le score de 3-2.
Souvent utilisé durant les années 1998 et 1999 sous Oleg Romantsev, il prend ainsi part à une grande partie de la campagne éliminatoire de l'Euro 2000, pour lequel la Russie échoue cependant à se qualifier en terminant troisième du groupe 4. Il connaît sa dixième et dernière sélection le 9 juin 1999 face à l'Islande et n'est plus rappelé par la suite.

## Statistiques
| Saison                | Club                              | Championnat           | Championnat | Championnat | Coupe(s) nationale(s) | Coupe(s) nationale(s) | Compétition(s) continentale(s) | Compétition(s) continentale(s) | Compétition(s) continentale(s) | Total | Total |
| Saison                | Club                              | Division              | M.          | B.          | M.                    | B.                    | Comp.                          | M.                             | B.                             | M.    | B.    |
| 1992                  | Idel Kazan                        | D3                    | 23          | 2           | -                     | -                     | -                              | -                              | -                              | 23    | 2     |
| Sous-total            | Sous-total                        | Sous-total            | 23          | 2           | -                     | -                     | -                              | -                              | -                              | 23    | 2     |
| 1992                  | Kamaz Naberejnye Tchelny          | D2                    | 3           | 0           | -                     | -                     | -                              | -                              | -                              | 3     | 0     |
| 1993                  | Kamaz Naberejnye Tchelny          | D1                    | 7           | 0           | -                     | -                     | -                              | -                              | -                              | 7     | 0     |
| 1994                  | Kamaz Naberejnye Tchelny          | D1                    | 26          | 1           | 2                     | 0                     | -                              | -                              | -                              | 28    | 1     |
| 1995                  | Kamaz-Tchally Naberejnye Tchelny  | D1                    | 30          | 1           | 1                     | 0                     | -                              | -                              | -                              | 31    | 1     |
| 1996                  | Kamaz-Tchally Naberejnye Tchelny  | D1                    | 30          | 5           | 1                     | 0                     | CI                             | 5                              | 0                              | 36    | 5     |
| 1997                  | Kamaz-Tchally Naberejnye Tchelny  | D1                    | 32          | 6           | -                     | -                     | -                              | -                              | -                              | 32    | 6     |
| Sous-total            | Sous-total                        | Sous-total            | 128         | 13          | 4                     | 0                     | -                              | 5                              | 0                              | 137   | 13    |
| 1998                  | CSKA Moscou                       | D1                    | 29          | 1           | 3                     | 1                     | -                              | -                              | -                              | 32    | 2     |
| 1999                  | CSKA Moscou                       | D1                    | 21          | 5           | 2                     | 1                     | C1                             | 2                              | 0                              | 25    | 6     |
| 2000                  | CSKA Moscou                       | D1                    | 27          | 2           | 5                     | 1                     | C3                             | 2                              | 0                              | 34    | 3     |
| 2001                  | CSKA Moscou                       | D1                    | 3           | 0           | -                     | -                     | -                              | -                              | -                              | 3     | 0     |
| 2002                  | CSKA Moscou                       | D1                    | 2           | 0           | 1                     | 0                     | -                              | -                              | -                              | 3     | 0     |
| Sous-total            | Sous-total                        | Sous-total            | 82          | 8           | 11                    | 3                     | -                              | 4                              | 0                              | 97    | 11    |
| 2003                  | Tchernomorets Novorossiisk (prêt) | D1                    | 22          | 3           | 7                     | 0                     | -                              | -                              | -                              | 29    | 3     |
| 2004                  | Kouban Krasnodar                  | D1                    | 2           | 0           | -                     | -                     | -                              | -                              | -                              | 2     | 0     |
| 2004-2005             | Metalist Kharkiv                  | D1                    | 15          | 0           | -                     | -                     | -                              | -                              | -                              | 15    | 0     |
| 2005-2006             | Metalist Kharkiv                  | D1                    | 8           | 1           | -                     | -                     | -                              | -                              | -                              | 8     | 1     |
| 2006                  | Kamaz Naberejnye Tchelny          | D2                    | 15          | 2           | -                     | -                     | -                              | -                              | -                              | 15    | 2     |
| 2006                  | Terek Grozny                      | D2                    | 17          | 2           | 1                     | 0                     | -                              | -                              | -                              | 18    | 2     |
| 2007                  | Terek Grozny                      | D2                    | 27          | 3           | 3                     | 0                     | -                              | -                              | -                              | 30    | 3     |
| Sous-total            | Sous-total                        | Sous-total            | 106         | 11          | 11                    | 0                     | -                              | -                              | -                              | 117   | 11    |
| Total sur la carrière | Total sur la carrière             | Total sur la carrière | 339         | 34          | 26                    | 3                     | -                              | 9                              | 0                              | 374   | 37    |